# DNA 은행
DNA 은행(DNA bank)은 개인의 유전자 물질을 안전하고 장기간 보관하는 은행이다. DNA는 대부분 혈액에서 채취하지만 침과 기타 조직에서도 채취할 수 있다. DNA 은행은 유전자 물질을 보존하고 개인의 유전자 정보를 비교 분석하는 것을 가능하게 해준다. 개인의 DNA 분석을 통해 과학자들은 보존유전학 또는 유전자 치료에 사용되는 유전성 질환을 예측할 수 있게 하며 법 체계에서 개인의 아이덴티티를 증명할 수 있게 한다.